# Thiago Silvero
Thiago Ariel Silvero (San Fernando, 18 aprile 2006) è un calciatore argentino, difensore del Vélez Sarsfield.

## Caratteristiche tecniche
È un difensore centrale.

## Carriera

### Club
Cresciuto nel settore giovanile del Vélez Sarsfield, ha firmato il suo primo contratto professionistico il 19 luglio 2024. Ha debuttato in prima squadra il 7 marzo 2025 nell'incontro di Primera División vinto 1-0 contro il San Martín (SJ)

### Nazionale
Nel gennaio del 2025 è stato convocato dalla nazionale argentina Under-20 per disputare il campionato sudamericano di categoria, ma ha dovuto rinunciarvi a causa di un infortunio.

## Statistiche

### Presenze e reti nei club
Statistiche aggiornate al 29 aprile 2025.
| Stagione        | Squadra         | Campionato      | Campionato | Campionato | Coppe nazionali | Coppe nazionali | Coppe nazionali | Coppe continentali | Coppe continentali | Coppe continentali | Altre coppe | Altre coppe | Altre coppe | Totale | Totale | Totale |
| Stagione        | Squadra         | Comp            | Pres       | Reti       | Comp            | Pres            | Reti            | Comp               | Pres               | Reti               | Comp        | Pres        | Reti        | Pres   | Reti   |        |
| --------------- | --------------- | --------------- | ---------- | ---------- | --------------- | --------------- | --------------- | ------------------ | ------------------ | ------------------ | ----------- | ----------- | ----------- | ------ | ------ | ------ |
| 2025            | Vélez Sarsfield | PD              | 4          | 0          | CA              | 0               | 0               | CL                 | 1                  | 0                  |             | -           | -           | 5      | 0      |        |
| Totale carriera | Totale carriera | Totale carriera | 4          | 0          |                 | 0               | 0               |                    | 1                  | 0                  |             | -           | -           | 5      | 0      |        |